# Kvalen (Alver)
Ne doit pas être confondu avec Kvalen.
Kvalen est une île norvégienne dans le comté de Hordaland. Elle fait partie du territoire de l'ancienne commune de Meland, aujourd'hui rattachée à Alver (en).

## Géographie
Rocheuse et couverte d'arbres, à fleur d'eau, elle s'étend sur environ 176 m de longueur pour une largeur approximative de 88 m.